# Cornelius Burdette
Cornelius Lonzo Burdette (* 6. November 1878 in Sandstone, West Virginia; † 30. April 1955 in Charleston, West Virginia) war ein US-amerikanischer Sportschütze.

## Erfolge
Cornelius Burdette nahm an den Olympischen Spielen 1912 in Stockholm in vier Disziplinen teil. Im Dreistellungskampf mit dem Armeegewehr kam er nicht über den 52. Platz hinaus, im Wettbewerb über 600 m in beliebiger Position wurde er Achter. Den Einzelwettkampf mit dem Freien Gewehr im Dreistellungskampf beendete er auf dem 21. Platz. Eine Goldmedaille sicherte er sich schließlich im Mannschaftswettbewerb mit dem Armeegewehr. Die US-amerikanische Mannschaft, zu der neben Burdette noch Harry Adams, John Jackson, Allan Briggs, Carl Osburn und Warren Sprout gehörten, schloss den Wettkampf mit 1687 Punkten vor der britischen und der schwedischen Mannschaft ab und wurde somit Olympiasieger. Burdette war mit 288 Punkten der beste Schütze der Mannschaft.
Burdette war zum Zeitpunkt der Olympischen Spiele Mitglied der West Virginia National Guard. 1937 schied er als Major aus dem aktiven Dienst der US Army aus. 1953 erhielt er die Army Distinguished Service Medal.